# گسلیت (مجموعه تلویزیونی)
گسلیت یا چراغ گاز (انگلیسی: Gaslit) یک مجموعه تلویزیونی دلهره‌آور سیاسی آمریکایی است که بر اساس فصل اول پادکست Slow Burn اثر لئون نیفخ ساخته شده‌است. جولیا رابرتس، شان پن، دن استیونز، بتی گیلپین، شیا ویگهام و داربی کمپ در این فیلم بازی می‌کنند. 
در مرداد ۱۴۰۲ از شبکه چهار پخش شد.

## خلاصه
در طی سال ۱۹۷۲ رسوایی واترگیت رخ می‌دهد....